# Drivhus
Et drivhus er en bygning i glas eller plastik til "drivning" (dvs. hurtigere vækst) af grøntsager, frugt og blomster. Formålet med et drivhus er at skabe et miljø for planterne inde i huset, hvor der er varmere end i det åbne miljø udenfor. Strålevarmen fra Solen kan uhindret passere husets glas- eller plastic-flader, og varmer jord, planter og andre ting indenfor op, så de udsender lidt varmestråling. Denne "sekundære" varmestråling har en anden og længere bølgelængde end strålingen fra Solen, og derfor kan den ikke så let passere drivhusets vægge og loft. Derfor ophobes denne varmeenergi inde i huset.
Den passive opvarmning ved opsamling af varmeenergi er dog kun sjældent tilstrækkelig, og derfor er drivhuse i dag altid forsynet med udstyr til kunstig opvarmning. Små, uopvarmede glashuse bør derfor egentlig kaldes væksthuse.
Visse gasarter i atmosfæren, herunder de menneskeskabte, har samme egenskaber overfor varmestråling som drivhusets glas eller plastic — se drivhuseffekt.

| Botanik | Spire Denne botanikartikel er en spire som bør udbygges. Du er velkommen til at hjælpe Wikipedia ved at udvide den. |